# 2014年壹電視勞資爭議
2014年壹電視勞資爭議是台灣電視台的一起勞資糾紛，主要是由壹電視（勞方）與年代集團（資方）所引起的爭議。

## 勞資代表

### 壹電視工會
壹電視工會是壹電視勞方所組織的工會，全名壹傳媒電視廣播股份有限公司企業工會。因台灣壹傳媒賣盤案於2012年11月16日成立，並由鄭一平擔任理事長。最初由蘋果日報工會、壹週刊工會、爽報工會結盟，並發起「守護蘋果之夜」活動。後來因壹電視出售案而與壹傳媒分家。

### 年代集團
年代集團為臺灣一家多媒體企業，全名年代網際事業股份有限公司。於2013年6月以新台幣14億元收購壹電視。

## 事件發展
- 2013年12月31日晚間7點30分，年代資方無預警貼出公告，宣布將大幅度修改「壹電視勞資雙方的責任義務」（如：必須開始打卡、取消五一勞動節、災防假（颱風假）、12天全薪病假等等），並在隔天立刻生效，完全沒有通知壹電視工會。且年代資方態度惡劣，對於工會的質疑，完全不予理會。
- 2014年1月至4月間，壹電視工會與年代資方在台北市政府勞動局的仲裁之下，進行多次的勞資協商，但是皆以協調失敗收場。但在同時，工會方面取得了「爭議權」。
- 2014年4月下旬，壹電視工會開始行使「爭議權」[1]，進行抗議活動。以「我不服，還我勞動節」為標題，進行路邊舉牌抗議、公司內部抗議，並在五一勞動節大遊行時亦有參加遊行，主播蕭彤雯及蕭子新亦至現場播報。
- 2014年5月至8月間，壹電視工會與年代資方再度進行協調，但是年代以「企業沒有獲利」為由，全部拒絕[2]。工會建議年代資方以津貼方式代替全薪病假，或以加班費代替五一勞動節，但全遭資方拒絕。

| 工會訴求                                   | 折衷方式       | 資方回應 | 814罷工權取得後回應 |
| 恢復五一勞動節                             | 改領「加班費」 | 拒絕     | 可放黑假            |
| 恢復災防假（颱風假）的補假                 |                | 拒絕     | 可放黑假            |
| 恢復12天全薪病假                           | 改領津貼       | 拒絕     |                     |
| 簽訂「新聞自主公約」                       |                | 拒絕     |                     |
| 修改任何勞資雙方條約時，必須會知工會並協商 |                | 拒絕     |                     |

- 2014年8月14日，壹電視工會進行罷工權投票，投票結果：同意140票、不同意15票、廢票1票。其中同意票數以超過工會全體半數，理事長宣布壹電視正式取得罷工權。此次投票勞動局也在稍晚判定一切合法，壹電視可在任何時候進行罷工。工會表示，若資方態度繼續蠻橫強硬，將公布明確罷工時間；並在即刻起繼續實施「爭議行為」。
- 2014年8月14日下午，壹電視工會理事長鄭一平遭年代集團資方調離現職，並揚言「先把理事長冰起來再說」。[3]
- 2014年8月20日，資方啟動「壹電視工程部移編年代行動」，要求所有工程部人員移編至年代，使其無法進行罷工行動。
- 2014年8月21日，面對資方的蠻橫態度，壹電視工會表示「壹電視工會原計畫不會執行罷工行動，但在資方不理性之強烈壓迫下，將隨時展開發動罷工」。

## 各界反應

### 資方
- 壹電視總經理陳守國面對媒體採訪時表示：「對工會通過罷工投票表示尊重，但還是希望工會不要輕易罷工。」[4]
- 年代部分主管在會議中表示：「大家別再鬧了，不然老闆就解散公司，讓大家都沒飯吃！」

### 批踢踢
批踢踢網友對於壹電視工會的罷工行為都表示支持，並對年代的打壓行為表示反對。

### 記者協會
台灣新聞記者協會聲援支持該工會罷工行動，並研擬九一記者節時，將壹電視資方未落實當初附帶條件的內容（獨立新聞部、保障勞動條件等），具狀向NCC檢舉。